# The Georgetown Voice
 The Georgetown Voice  è un bisettimanale di attualità in lingua inglese, curato dagli studenti della Georgetown University di Washington. Esce in stampa ogni due venerdì ed ha una tiratura di circa 1 000 copie, oltre a mantenere una presenza online quotidiana.
Il periodico fu fondato nel 1969 al culmine della Guerra del Vietnam, a seguito della defezione di una parte dei redattori di The Hoia, la rivista ufficiale dell'ateneo, che desiderava trattare argomenti non esclusivamente relativi alla vita del campus, ma anche al mondo esterno.
L'editoriale del primo numero, pubblicato il 4 marzo 1969, recita:
(Vox Populi: About)
La rivista è formata dalle seguenti sezioni: Editorial, News, Sports, Feature (rubrica di architettura), Leisure (rubrica di arte e intrattenimento), Voices (a cura della comunità del campus), Design, Multimedia e Podcast. La cronaca è presentata in modo oggettivo, tenuta distinta da un contenuto e da un commento editoriale di orientamento liberali. È nota soprattutto per i suoi pezzi di approfondimento presenti in copertina, così come per la sezione Leisure che si focalizza su film, arte, teatro, musica e cibo meno noti del Distretto di Columbia. Nel 2006, Voice ha creato il blog Vox populi, attivo fino al 2015. A partire dall'anno precedente, il blog fugradualmente sostituito da  Halftime, un blog sportivo e ricreativo dedicato anche a contenuti che vanno oltre i campi da gioco e il Distretto della Columbia.
L'11 aprile 2007, Voice è stata citata da Robert Menendez, senatore democratico del New Jersey, che ha avuto una lunga discussione con Andrew Natsios, inviato speciale del presidente Bush in Sudan, in merito al superamento della definizione dei fatti del Darfur come genocidio.